# Gyan de Regt
Gyan de Regt (Papendrecht, 18 agosto 2003) è un calciatore olandese, attaccante dell'Excelsior.

## Carriera

### Club
Ha debuttato in Eredivisie con il Vitesse il 13 marzo 2022 contro l'Heracles Almelo.

### Nazionale
Ha giocato nella nazionale olandese Under-19.

## Statistiche

### Presenze e reti nei club
Statistiche aggiornate al 21 ottobre 2023.
| Stagione        | Squadra         | Campionato      | Campionato | Campionato | Coppe nazionali | Coppe nazionali | Coppe nazionali | Coppe continentali | Coppe continentali | Coppe continentali | Altre coppe | Altre coppe | Altre coppe | Totale | Totale | Totale |
| Stagione        | Squadra         | Comp            | Pres       | Reti       | Comp            | Pres            | Reti            | Comp               | Pres               | Reti               | Comp        | Pres        | Reti        | Pres   | Reti   |        |
| --------------- | --------------- | --------------- | ---------- | ---------- | --------------- | --------------- | --------------- | ------------------ | ------------------ | ------------------ | ----------- | ----------- | ----------- | ------ | ------ | ------ |
| 2021-2022       | Vitesse         | ED              | 2          | 0          | CO              | 2               | 0               | UECL               | 0                  | 0                  |             | -           | -           | 4      | 0      |        |
| 2022-2023       | Vitesse         | ED              | 2          | 0          | CO              | 1               | 0               |                    | -                  | -                  |             | -           | -           | 3      | 0      |        |
| 2023-2024       | Vitesse         | ED              | 8          | 0          | CO              | 0               | 0               |                    | -                  | -                  |             | -           | -           | 8      | 0      |        |
| Totale carriera | Totale carriera | Totale carriera | 12         | 0          |                 | 3               | 0               |                    | 0                  | 0                  |             | -           | -           | 15     | 0      |        |